# Jordi Cruijff
Johan Jordi Cruijff (Amsterdã, 9 de fevereiro de 1974) é um treinador e ex-futebolista neerlandês que atuava como meio-campista. 
Conhecido como o filho do lendário Johan Cruijff, era considerado um meio-campista promissor, mesmo que de qualidade não comparável à do pai. Em 1996, foi capaz de rumar do Barcelona ao Manchester United, após ter sido cogitado pelo PSV Eindhoven como moeda de troca da ida de Ronaldo do clube neerlandês para o Barça; e também foi disputado pela seleções da Espanha e dos Países Baixos  (com a qual jogou a Eurocopa daquele ano).
Jordi acabou prejudicado por sequência de lesões que fizeram se submeter a doze cirurgias, deixando melhores recordações em clubes menores como o Alavés finalista da finalista da Liga Europa de 2000–01 (sendo dele o gol que, aos 43 minutos do segundo tempo, forçou prorrogação na movimentada decisão finalizada em 5 a 4 para o Liverpool) e o Espanyol - cujo dicionário oficial de jogadores que defenderam-no em La Liga, publicado em 2018, descreveu-o como "um meia-ponta de qualidade, com visão de jogo, excelente orientação no controle de bola e entrega sobre o terreno de jogo".

## História por trás do nome
Filho do lendário Johan Cruijff, que o batizou com um nome catalão para homenagear a Catalunha, pátria do time em que jogava, o Barcelona, cujo nacionalismo era oprimido no governo do General Francisco Franco (que morreria no ano seguinte). Jordi, "Jorge" em catalão, é o nome do santo padroeiro da Catalunha, e Jordi Cruijff só pôde ser batizado assim em sua terra natal, os Países Baixos, já que manifestações culturais de etnias não-espanholas (como também a basca) eram proibidas pela Espanha Franquista. Em 2017, assim detalhou à revista argentina El Gráfico sobre a questão do nome e o contexto de rebeldia na escolha feita pelos pais:
| “ | Nasci nos Países Baixos porque minha mãe queria fazer a cesariana com o mesmo médico com quem havia parido minhas irmãs e o nome é catalão. Sant Jordi é o padroeiro da Catalunha, e meus pais escolheram-no porque lhes agradava, em um tempo em que não se podia falar catalão na Espanha, em plena ditadura de Franco. Não queriam aceitar na Espanha, lhe diziam que esquecesse, que o nome era Jorge, mas como eu havia nascido nos Países Baixos e vinha com uma certidão oficial onde estava registrado como Jordi, finalmente tiveram que aceita-lo. | ” |

Oito dias após Jordi ter nascido, Johan inspirou memorável goleada de 5 a 0 do Barcelona em El Clásico contra o Real Madrid por La Liga de 1973–74 - a primeira que o Barça venceu após quatorze anos de jejum. Tal jogo inclusive teria pesado para a cesariana, que foi antecipada diante do prognóstico médico de que Jordi poderia, sob parto natural, nascer no próprio dia da partida.

## Carreira

### Como jogador

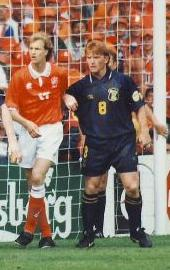
No jogo contra a Escócia, na Eurocopa 1996.

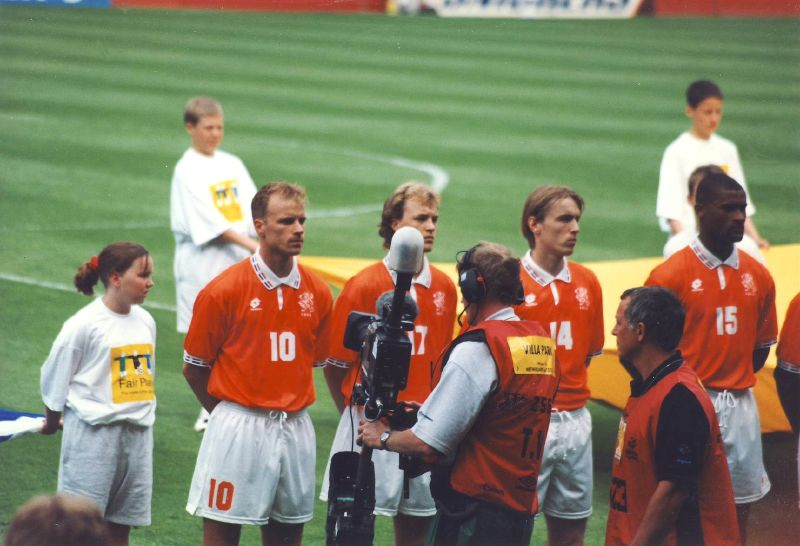
Com a camisa 17, entre Dennis Bergkamp e Richard Witschge, na Eurocopa de 1996.

O fato de ser filho de Johan Cruijff lhe permitiu ingressar nas categorias juvenis do Ajax e do Barcelona, ex-clubes do pai, embora tal conexão também tivesse facetas negativas: segundo Jordi, mais voltadas às inevitáveis comparações do que por algum favorecimento paterno (seu pai era o treinador barcelonista quando Jordi foi promovido ao futebol adulto do clube, em 1994), pois o que lhe ocorreria era justamente um nível de exigência maior, mesmo tendo méritos próprios para chegar à equipe principal.
Após ficar de 1981 a 1988 na base do Ajax, inclusive no período em que o pai defendeu o rival Feyenoord, Jordi galgou pelo Barcelona na equipe sub-16 (1988-90), sub-19 (1990-92) e pelo time B entre 1992 e 1994. Ainda como membro da equipe B, foi usado na temporada 1992-93 em jogos oficialmente creditados à equipe principal na Copa da Catalunha, contra Lleida e Sabadell. Na temporada 1993-94, embora atuasse em amistosos do time principal contra clubes como Bayern Munique, Borussia Dortmund e Athletic Bilbao, sua única partida considerada oficial pela equipe adulta também foi pelo torneio catalão, contra o Sant Andreu.
| “ | Quando subi à equipe principal, seu primeiro conselho foi 'ver, ouvir e calar'. Quer dizer: que trabalhasse caladinho. Era especialmente duro comigo, um modo de mostrar que eu não tinha preferência por ser seu filho. Depois, disse que nunca tinha pensando em pôr seu filho em uma situação para que o matassem. Não há nada mais doloroso para um pai que critiquem seu filho, nessa época subiram muitos rapazes jovens da base. Para mim, era muito mais difícil a situação, porque em um plantel tens onze jogadores contentes por jogar e o resto nem tanto, e o vestiário é um lugar onde o pessoal costuma se expressar, então, não era fácil sendo eu um colega e filho do técnico. Mas sempre me trataram muito bem e cuidaram de mim, tentei fazer meu trabalho e não ter problemas. A única dificuldade é que as pessoas gostam das comparações, e havia uma pequena diferença: eu sou mortal e meu pai era imortal. Eu sou mortal como 99% dos jogadores, mas lendas existem bem pouquinhas e me compararem com uma lenda não era justo. Meu pai era um homem duro e protegia muito sua família, então não houve nenhum problema. Se houvesse tido problemas, eu não teria sido jogador e me dedicaria a tocar piano, ou a outra coisa. | ” |

Na temporada 1994-95 é que Jordi começou a ser efetivamente usado pela equipe principal. Na temporada principal, esteve em 37 jogos e marcou nove gols, além de onze gols em quinze amistosos. Na Liga dos Campeões da UEFA de 1994–95, foi coadjuvante de destaque em famosa goleada de 4 a 0 aplicada pelo Barcelona sobre o Manchester United - o placar foi aberto por Hristo Stoichkov ao aproveitar rebote de jogada que Jordi construiu junto de Romário.
O Barça, que vinha recentemente de um tetracampeonato seguido em La Liga, terminou sem vencê-la nas edições de 1994–95 e 1995–96. O pai terminou deixando o cargo antes do fim dessa temporada, sob bastante turbulência com os diretores: quando soube que seria substituído, Johan teria uma cadeira na porta do escritório do cúpula barcelonista e vociferado que "Deus o punirá por esta ação, da mesma forma que o puniu antes!", em referência a um neto recém-falecido do presidente. Nesse contexto, a permanência de Jordi no Camp Nou terminou pouco sustentável perante a diretoria, embora a torcida apoiasse os Cruijff, chegando a render aplausos de pé a Jordi para homenagear indiretamente Johan. Ao longo da temporada 1995-96, o filho havia somado três gols (um deles, sobre o Atlético de Madrid) em vinte jogos competitivos, crescendo em amistosos: neles, foram onze gols em treze partidas, incluindo três em vitória de 4 a 1 precisamente sobre o Ajax e outros dois em 5 a 1 (pelo Troféu Joan Gamper) sobre o San Lorenzo.
Naquele momento, Jordi chegou a ser disputado por duas seleções. Possuindo cidadania espanhola após anos de residência em Barcelona, foi desejado pela Espanha para o Olimpíadas de Atlanta ao mesmo tempo em que os Países Baixos se interessaram em tê-lo para a Eurocopa daquele ano. Embora se considere culturalmente mais espanhol do que neerlandês, a saída do Barcelona preponderou para que ele acabasse optando pela terra natal - chegando inclusive a marcar um gol na Euro (abrindo vitória de 2 a 0 sobre a Suíça), momento descrito na autobiografia do próprio pai como um dos momentos "sublimes" que vivenciara.
| “ | Não sei por que, mas me inclinei pelos Países Baixos, embora esteja unido à filosofia catalã desde pequeno. Como pessoa, me sinto dividido, ainda que um pouco mais espanhol do que neerlandês, inclusive. Minha família leva uns 40 anos vivendo na Espanha, mas precisei escolher justo no momento da minha saída do Barcelona e terminei jogando a Euro pelos Países Baixos. | ” |

Após a Euro, Jordi chegou a interessar ao PSV Eindhoven, que em julho negociou Ronaldo com o Barcelona e aceitava-o como parte do pagamento pelo brasileiro. Jordi, que na infância já havia sofrido com a "traição" da ida do pai do Ajax rumo ao Feyenoord, não fechou com o outro rival da equipe de Amsterdã e sim com o Manchester United, que o contratou sob a impressão de trazer promessa capaz de atuar sem a sombra do pai.
No United, Jordi veio a conquistar uma sequência de títulos na Premier League, mas com uma sequência de lesões privando-lhe de protagonismo. Em 1999, chegou a ser emprestado ao Celta de Vigo, e a insistência demorada de Alex Ferguson na recuperação de Jordi, algo já criticado em outubro daquele ano, foi com o tempo vista como um dos raros defeitos do tino do treinador escocês para com jogadores dos Red Devils; em interpretações mais favoráveis, Jordi terminou visto como um jovem que mesmo talentoso calhou de não vingar individualmente em Old Trafford, a exemplo de Diego Forlán. Em 2017, foi indagado se teria mesmo capacidade para ir além na carreira, e assim respondeu:
| “ | Creio que poderia ter feito alguma coisa a mais, mas não por uma questão do sobrenome, e sim porque tive 12 operações. A vida é como é e as coisas boas ou ruins que me possam ter acontecido seguramente me servem para minha tarefa como diretor esportivo, para entender todas as coisas do futebol, as difíceis e as fáceis. | ” |

Jordi encerrou em 2000 seu vínculo com a equipe inglesa. Seu clube seguinte foi o Alavés, justamente onde Jordi viveria seu auge. O pequeno clube do País Basco pôde chegar à Liga Europa de 2000–01, considerada uma das mais memoráveis decisões do torneio. O favorito Liverpool começou vencendo por 2 a 0 e foi ao intervalo ganhando por 3 a 1. O Alavés pôde empatar com dois gols antes dos cinco minutos do segundo tempo, mas já perdia por 4 a 3 quando Jordi empatou aos 43 minutos do segundo tempo. Na prorrogação, cada time teve um gol anulado; a quatro minutos do fim do segundo tempo extra, com um jogador a mais, o Liverpool sagrou-se campeão por um gol contra, sob a regra então vigente do gol de ouro.
Na temporada espanhola de 2002-03, Jordi era visto como o principal jogador do Alavés. Na temporada seguinte, reforçou o Espanyol, pensado como um substituto para Iván de la Peña para a eventualidade desse ídolo espanyolista não renovar contrato. Com discrepâncias com o treinador Luis Fernández, perdeu a titularidade para Mustapha Hadji e acabou não permanecendo no clube, que precisou lutar contra o rebaixamento. A despeito da turbulência, o desempenho de Jordi foi visto como de grata recordação pela torcida blanquiazul; ele chegou a marcar (de cabeça) sobre o Barcelona ao abrir o placar em dérbi catalão em dezembro de 2003 (com gol de Ronaldinho Gaúcho e dois de Patrick Kluivert, o rival terminou vencendo por 3 a 1, em clássico marcado por três expulsões a cada time) e a defender como titular a seleção catalã junto a Víctor Valdés, Pep Guardiola e Andrés Iniesta em amistoso contra o Brasil (vencedor por 5 a 2, no Camp Nou) em 25 de maio de 2004.
Após deixar o Espanyol, Jordi voltou a jogar apenas em 2006, no Metalurh Donets'k. Deu a carreira por encerrada na equipe ucraniana em 2008 - porém, em 2009, saiu dessa aposentadoria ao ser anunciado como jogador do clube maltês Valletta, acumulando também o cargo de assistente técnico.  Ali, sagrou-se vice-campeão da liga, marcando 10 gols em 16 jogos.

### Como técnico e diretor de futebol
Ainda como jogador juvenil do Barcelona, realizou, por insistência do pai para ter um "plano B" à carreira de futebolista, uma pós-graduação em marketing. Dali, criou gosto pela área de diretor esportivo. Como gerente do AEK Larnaca, chegou a ser visto como nome mais ilustre do clube cipriota, reforçado sob gestão de Jordi com antigos jogadores da seleção neerlanesa.
Ainda como diretor esportivo, já no Maccabi Tel Aviv, assumiu como treinador inicialmente de modo interino e, com bons resultados, terminou efetivado; haviam sido oito vitórias e um empate em nove jogos como substituto ainda provisório de Shota Arveladze. Na gestão de Jordi, o clube encerrou dez anos de jejum no campeonato israelense, obtendo na sequência um tricampeonato seguido.
Em seus anos à frente do Maccabi, também conseguiu classifica-lo rotineiramente à fase de grupos da Liga dos Campeões da UEFA (algo ainda inédito até 2015-16, quando foi logrado ) ou da Liga Europa da UEFA, diante da necessidade imposta a clubes israelenses de passar por diversas fases preliminares; à altura da temporada 2016-17, o clube acumulava cinco classificações à fase de grupos das copas europeias em sete temporadas. Em 2018, Jordi foi uma aposta da Superliga Chinesa ao ser contratado pelo Chongqing Dangdai Lifan; permaneceu no cargo por pouco mais de um ano, mas não conseguiu um trabalho de melhor impressão.
No dia 13 de janeiro de 2020, foi anunciado como novo técnico da Seleção Equatoriana, chegando sob pompas, mas sendo impossibilitado de exercer o cargo em função da pandemia de Covid-19. Em março daquele ano, Jordi era abertamente desejado por Xavi para trabalhar consigo na direção técnica do Barcelona. Aguardado como alguém capaz de desenvolver um trabalho tanto na seleção adulta como orientasse as seleções juvenis do Equador nos moldes da experiência do Barcelona, Jordi terminou em julho por pedir demissão, sem ter comandado um treino sequer, em função das restrições decorrentes do enfrentamento à pandemia, bem como por atrasos salariais.
Em meados 2021, Jordi foi recontratado pelo Barcelona, dessa vez para o papel de secretário para intermediar o contato entre os diretores e o então treinador Ronald Koeman, bem como para planejar a preparação do elenco e prospectar reforços. Foi especialmente elogiado pela contratação de Robert Lewandowski, em aplausos públicos de Hristo Stoichkov por "não ser fácil tirar um jogador do Bayern Munique".

## Títulos

### Jogador
Barcelona
- Supercopa de España: 1994[35]

Manchester United
- Premier League: 1996–97[36]
- FA Charity Shield: 1996,[37] 1997[38]
- UEFA Champions League: 1998–99[39]

### Treinador
Maccabi Tel Aviv
- Toto Cup: 2017–18[40]